# Fußball-Bundesliga 2015/16

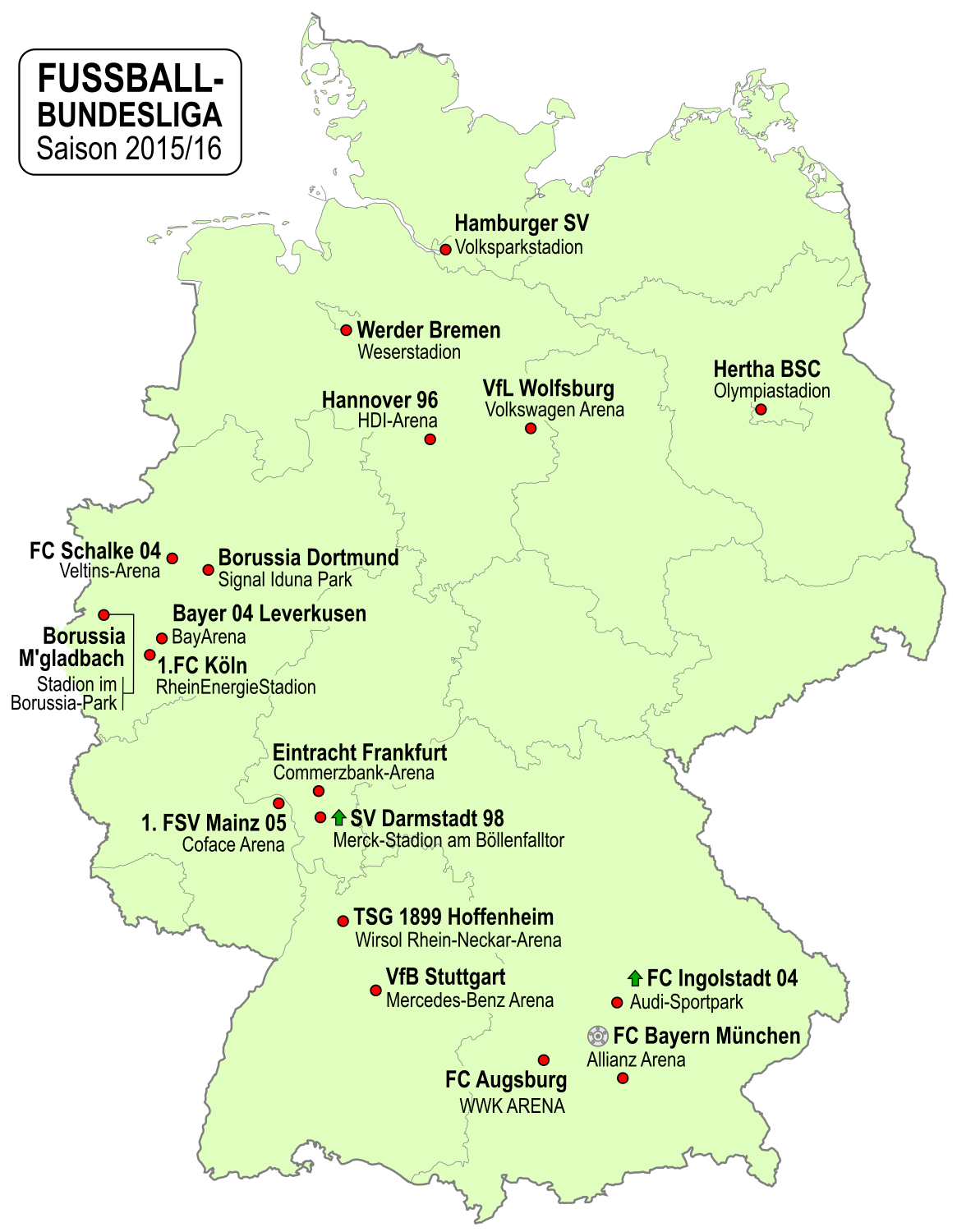
Teilnehmende Vereine der Bundesliga 2015/16

Die Bundesliga 2015/16 war die 53. Spielzeit der höchsten deutschen Spielklasse im Fußball der Männer. Sie wurde am 14. August 2015 mit der Begegnung zwischen dem Titelverteidiger FC Bayern München und dem Hamburger SV (5:0) eröffnet und endete am 23. Mai 2016 nach dem letzten Relegationsspiel. Vom 21. Dezember 2015 bis zum 21. Januar 2016 wurde sie durch die Winterpause unterbrochen. Die Relegationsspiele zwischen Eintracht Frankfurt und dem 1. FC Nürnberg, Drittplatzierter der 2. Bundesliga 2015/16, fanden am 19. Mai (Hinspiel) und am 23. Mai 2016 (Rückspiel) statt.
Absteigen mussten Hannover 96 und der VfB Stuttgart. Während Hannover 96 seit dem 31. Spieltag als Absteiger feststand, wurde der Abstieg des VfB Stuttgart (nach 39 Jahren ununterbrochener Bundesligazugehörigkeit) erst am letzten Spieltag mit einer 1:3-Pleite beim VfL Wolfsburg besiegelt. Als Teilnehmer der Relegationsspiele um den Verbleib in der Bundesliga trat Eintracht Frankfurt an und sicherte sich gegen den 1. FC Nürnberg den Ligaverbleib. Erstmals seit 7 Jahren konnten somit beide Aufsteiger die Klasse halten. Seit dem 33. Spieltag stand der FC Bayern München als Meister fest.

## Saisonverlauf

### Meisterschaft und internationale Plätze
In der dritten und letzten Saison unter Trainer Pep Guardiola spielte Bayern München einmal mehr eine dominante Rolle. Mit zehn Auftaktsiegen überboten die Bayern ihren eigenen Startrekord aus der Saison 2012/13. Borussia Dortmund startete nach der schweren Vorsaison unter Neutrainer Thomas Tuchel ebenfalls furios und war nach fünf Siegen aus fünf Spielen Tabellenführer. Mit dem 5:1-Sieg der Münchener am 8. Spieltag gegen den BVB schien die Vorentscheidung aber bereits gefallen zu sein. Bayern gewann in der Hinrunde 15 der 17 Spiele und wurde souverän Herbstmeister. Beim Rückspiel in Dortmund (0:0) verpasste es der BVB, den Rückstand auf zwei Punkte zu verkürzen. Am 33. Spieltag sicherte sich der FC Bayern mit einem Sieg in Ingolstadt die vierte Meisterschaft in Folge, was bis dato noch keinem Verein gelungen war. Mit nur 17 Gegentoren stellte der FC Bayern die beste Defensive der Bundesligageschichte. Robert Lewandowski gelang es darüber hinaus als erstem Spieler seit Dieter Müller 1976/77, die Marke von 30 Saisontoren zu durchbrechen.
Dass die Meisterschaft noch nicht viel früher entschieden war, lag am starken Auftreten des BVB, der 78 Punkte sammeln konnte. Damit spielten die Dortmunder nach 2011/12 ihre zweitbeste Saison und die beste Saison eines Vizemeisters überhaupt. Der Abstand zu Platz 3 betrug zeitweise sogar 20 Punkte.
Eben jenen dritten Platz sicherte sich schließlich Bayer Leverkusen, auch das stand bereits am 32. Spieltag fest. Den vierten Rang holte sich Borussia Mönchengladbach und setzte sich in der Endphase damit vor Hertha BSC. Gladbach gelang dies nach fünf Niederlagen zu Saisonbeginn, in dessen Folge auch Erfolgstrainer Lucien Favre zurückgetreten war. Die Berliner hatten weite Teile der Rückrunde auf einem Champions-League-Platz verbracht, rutschten aber als drittschlechtestes Rückrundenteam noch auf Platz 7 ab, der lediglich zur Teilnahme an der 3. Qualifikationsrunde zur Europa League berechtigte. Direkt in die Gruppenphase zogen hingegen der FC Schalke 04 und der FSV Mainz 05 ein.
Die internationalen Ränge verpasste hingegen der Vorjahres-Zweite VfL Wolfsburg. Zwar konnte man nach dem Abgang von Kevin De Bruyne zunächst einigermaßen mithalten, spielte aber eine schwache Rückrunde.

### Abstiegskampf
Hannover 96 stieg nach vierzehn Spielzeiten in der Bundesliga hintereinander ab. Bereits am 31. Spieltag war 96 nicht mehr zu retten. Der zweite direkte Absteiger VfB Stuttgart hatte sogar 39 Jahre durchgängig in Liga 1 gespielt und stieg überhaupt erst zum zweiten Mal ab. Nach der dramatischen Vorsaison hatten die Stuttgarter auch dieses Mal früh Probleme, konnten sich aber in der Rückrunde zunächst stabilisieren und lagen am 25. Spieltag sieben Punkte vor dem Relegationsplatz. Bis zum Saisonende sammelte der VfB aber nur noch zwei Punkte, fiel am 32. Spieltag auf Platz 17 und stieg nach zwei weiteren Niederlagen gegen Mainz und in Wolfsburg schließlich ab.
Gerettet hatten sich vor dem letzten Spieltag schon der Hamburger SV und der FC Augsburg sowie die beiden Liga-Neulinge Ingolstadt und Darmstadt. Vor allem der Klassenerhalt der letztgenannten Darmstädter war nach ihrem Durchmarsch aus der 3. Liga eine kleine Sensation. Auch die TSG Hoffenheim konnte sich nach einer schwachen Saison am vorletzten Spieltag retten. Unter Neu-Trainer Julian Nagelsmann, der die Hoffenheimer auf Platz 17 mit fünf Punkten Rückstand auf den Relegationsplatz übernahm, holte die Mannschaft 23 Punkte.
Werder Bremen und Eintracht Frankfurt trafen am 34. Spieltag im direkten Duell aufeinander und machten den Relegationsteilnehmer unter sich aus. Werder hatte die gesamte Saison über in der unteren Tabellenhälfte verbracht. Einen wichtigen Sieg landeten sie am 31. Spieltag mit einem 6:2 gegen den direkten Konkurrenten VfB Stuttgart. Frankfurt war in der Endphase und nach dem Trainerwechsel zu Niko Kovač erstmals auf einen direkten Abstiegsplatz gerutscht. Man konnte sich durch drei Siege in Folge (u. a. gegen Dortmund) aber vor Bremen auf Rang 15 schieben. Das Spiel im Bremer Weserstadion blieb lange torlos. Erst in der 88. Spielminute erzielte Papy Djilobodji den 1:0-Siegtreffer für Werder, womit diese den direkten Klassenerhalt schafften. Eintracht Frankfurt musste in die Relegation, setzte sich dort aber gegen den Zweitliga-Dritten 1. FC Nürnberg durch.

## Statistiken

### Abschlusstabelle
| Pl. | Verein                   | Sp. | S  | U  | N  | Tore    | Diff. | Punkte |
| --- | ------------------------ | --- | -- | -- | -- | ------- | ----- | ------ |
| 1.  | FC Bayern München (M)    | 34  | 28 | 4  | 2  | 080:170 | +63   | 88     |
| 2.  | Borussia Dortmund        | 34  | 24 | 6  | 4  | 082:340 | +48   | 78     |
| 3.  | Bayer 04 Leverkusen      | 34  | 18 | 6  | 10 | 056:400 | +16   | 60     |
| 4.  | Borussia Mönchengladbach | 34  | 17 | 4  | 13 | 067:500 | +17   | 55     |
| 5.  | FC Schalke 04            | 34  | 15 | 7  | 12 | 051:490 | +2    | 52     |
| 6.  | 1. FSV Mainz 05          | 34  | 14 | 8  | 12 | 046:420 | +4    | 50     |
| 7.  | Hertha BSC               | 34  | 14 | 8  | 12 | 042:420 | ±0    | 50     |
| 8.  | VfL Wolfsburg (P)        | 34  | 12 | 9  | 13 | 047:490 | −2    | 45     |
| 9.  | 1. FC Köln               | 34  | 10 | 13 | 11 | 038:420 | −4    | 43     |
| 10. | Hamburger SV (R)         | 34  | 11 | 8  | 15 | 040:460 | −6    | 41     |
| 11. | FC Ingolstadt 04 (N)     | 34  | 10 | 10 | 14 | 033:420 | −9    | 40     |
| 12. | FC Augsburg              | 34  | 9  | 11 | 14 | 042:520 | −10   | 38     |
| 13. | Werder Bremen            | 34  | 10 | 8  | 16 | 050:650 | −15   | 38     |
| 14. | SV Darmstadt 98 (N)      | 34  | 9  | 11 | 14 | 038:530 | −15   | 38     |
| 15. | TSG 1899 Hoffenheim      | 34  | 9  | 10 | 15 | 039:540 | −15   | 37     |
| 16. | Eintracht Frankfurt      | 34  | 9  | 9  | 16 | 034:520 | −18   | 36     |
| 17. | VfB Stuttgart            | 34  | 9  | 6  | 19 | 050:750 | −25   | 33     |
| 18. | Hannover 96              | 34  | 7  | 4  | 23 | 031:620 | −31   | 25     |

| Zum Saisonende 2015/16: |                                                                             |
| Deutscher Meister und Teilnahme an der Gruppenphase der Champions League 2016/17 Teilnahme an der Gruppenphase der Champions League 2016/17 Teilnahme an den Play-offs zur Champions League 2016/17 Teilnahme an der Gruppenphase der Europa League 2016/17 Teilnahme an der 3. Qualifikationsrunde zur Europa League 2016/17, da der Sieger des DFB-Pokalfinales (FC Bayern München) für die Champions League qualifiziert ist Teilnahme an den Relegationsspielen gegen den Drittplatzierten der 2. Bundesliga 2015/16 Abstieg in die 2. Bundesliga 2016/17 |                                                                             |
| |                                                                             |
| Zum Saisonende 2014/15: |                                                                             |
| (M) | Deutscher Meister 2014/15: FC Bayern München                                |
| (P) | DFB-Pokal-Sieger 2014/15: VfL Wolfsburg                                     |
| (R) | Sieger der Relegation 2014/15: Hamburger SV                                 |
| (N) | Aufsteiger aus der 2. Bundesliga 2014/15: FC Ingolstadt 04, SV Darmstadt 98 |

### Tabellenverlauf
Die Nummer vor dem Vereinsnamen gibt die Abschlussposition an, um die Zuordnung zu erleichtern.

### Kreuztabelle
Die Kreuztabelle stellt die Ergebnisse aller Spiele dieser Saison dar. Die Heimmannschaft ist in der linken Spalte, die Gastmannschaft in der oberen Zeile aufgelistet.
| 2015/16                  | FC Bayern München | Borussia Dortmund | Bayer 04 Leverkusen | Borussia Mönchengladbach | FC Schalke 04 | FSV Mainz 05 | Hertha BSC | VfL Wolfsburg | 1. FC Köln | Hamburger SV | FC Ingolstadt 04 | FC Augsburg | Werder Bremen | SV Darmstadt 98 | TSG 1899 Hoffenheim | Eintracht Frankfurt | VfB Stuttgart | Hannover 96 |
| ------------------------ | ----------------- | ----------------- | ------------------- | ------------------------ | ------------- | ------------ | ---------- | ------------- | ---------- | ------------ | ---------------- | ----------- | ------------- | --------------- | ------------------- | ------------------- | ------------- | ----------- |
| FC Bayern München        |                   | 5:1               | 3:0                 | 1:1                      | 3:0           | 1:2          | 2:0        | 5:1           | 4:0        | 5:0          | 2:0              | 2:1         | 5:0           | 3:1             | 2:0                 | 1:0                 | 4:0           | 3:1         |
| Borussia Dortmund        | 0:0               |                   | 3:0                 | 4:0                      | 3:2           | 2:0          | 3:1        | 5:1           | 2:2        | 3:0          | 2:0              | 5:1         | 3:2           | 2:2             | 3:1                 | 4:1                 | 4:1           | 1:0         |
| Bayer 04 Leverkusen      | 0:0               | 0:1               |                     | 5:0                      | 1:1           | 1:0          | 2:1        | 3:0           | 1:2        | 1:0          | 3:2              | 1:1         | 1:4           | 0:1             | 2:1                 | 3:0                 | 4:3           | 3:0         |
| Borussia Mönchengladbach | 3:1               | 1:3               | 2:1                 |                          | 3:1           | 1:2          | 5:0        | 2:0           | 1:0        | 0:3          | 0:0              | 4:2         | 5:1           | 3:2             | 3:1                 | 3:0                 | 4:0           | 2:1         |
| FC Schalke 04            | 1:3               | 2:2               | 2:3                 | 2:1                      |               | 2:1          | 2:1        | 3:0           | 0:3        | 3:2          | 1:1              | 1:1         | 1:3           | 1:1             | 1:0                 | 2:0                 | 1:1           | 3:1         |
| 1. FSV Mainz 05          | 0:3               | 0:2               | 3:1                 | 1:0                      | 2:1           |              | 0:0        | 2:0           | 2:3        | 0:0          | 0:1              | 4:2         | 1:3           | 0:0             | 3:1                 | 2:1                 | 0:0           | 3:0         |
| Hertha BSC               | 0:2               | 0:0               | 2:1                 | 1:4                      | 2:0           | 2:0          |            | 1:1           | 2:0        | 3:0          | 2:1              | 0:0         | 1:1           | 1:2             | 1:0                 | 2:0                 | 2:1           | 2:2         |
| VfL Wolfsburg            | 0:2               | 1:2               | 2:1                 | 2:1                      | 3:0           | 1:1          | 2:0        |               | 1:1        | 1:1          | 2:0              | 0:2         | 6:0           | 1:1             | 4:2                 | 2:1                 | 3:1           | 1:1         |
| 1. FC Köln               | 0:1               | 2:1               | 0:2                 | 1:0                      | 1:3           | 0:0          | 0:1        | 1:1           |            | 2:1          | 1:1              | 0:1         | 0:0           | 4:1             | 0:0                 | 3:1                 | 1:3           | 0:1         |
| Hamburger SV             | 1:2               | 3:1               | 0:0                 | 3:2                      | 0:1           | 1:3          | 2:0        | 0:1           | 1:1        |              | 1:1              | 0:1         | 2:1           | 1:2             | 1:3                 | 0:0                 | 3:2           | 1:2         |
| FC Ingolstadt 04         | 1:2               | 0:4               | 0:1                 | 1:0                      | 3:0           | 1:0          | 0:1        | 0:0           | 1:1        | 0:1          |                  | 2:1         | 2:0           | 3:1             | 1:1                 | 2:0                 | 3:3           | 2:2         |
| FC Augsburg              | 1:3               | 1:3               | 3:3                 | 2:2                      | 2:1           | 3:3          | 0:1        | 0:0           | 0:0        | 1:3          | 0:1              |             | 1:2           | 0:2             | 1:3                 | 0:0                 | 1:0           | 2:0         |
| Werder Bremen            | 0:1               | 1:3               | 0:3                 | 2:1                      | 0:3           | 1:1          | 3:3        | 3:2           | 1:1        | 1:3          | 0:1              | 1:2         |               | 2:2             | 1:1                 | 1:0                 | 6:2           | 4:1         |
| SV Darmstadt 98          | 0:3               | 0:2               | 1:2                 | 0:2                      | 0:2           | 2:3          | 0:4        | 0:1           | 0:0        | 1:1          | 2:0              | 2:2         | 2:1           |                 | 0:0                 | 1:2                 | 2:2           | 2:2         |
| TSG 1899 Hoffenheim      | 1:2               | 1:1               | 1:1                 | 3:3                      | 1:4           | 3:2          | 2:1        | 1:0           | 1:1        | 0:1          | 2:1              | 2:1         | 1:3           | 0:2             |                     | 0:0                 | 2:2           | 1:0         |
| Eintracht Frankfurt      | 0:0               | 1:0               | 1:3                 | 1:5                      | 0:0           | 2:1          | 1:1        | 3:2           | 6:2        | 0:0          | 1:1              | 1:1         | 2:1           | 0:1             | 0:2                 |                     | 2:4           | 1:0         |
| VfB Stuttgart            | 1:3               | 0:3               | 0:2                 | 1:3                      | 0:1           | 1:3          | 2:0        | 3:1           | 1:3        | 2:1          | 1:0              | 0:4         | 1:1           | 2:0             | 5:1                 | 1:4                 |               | 1:2         |
| Hannover 96              | 0:1               | 2:4               | 0:1                 | 2:0                      | 1:3           | 0:1          | 1:3        | 0:4           | 0:2        | 0:3          | 4:0              | 0:1         | 1:0           | 1:2             | 1:0                 | 1:2                 | 1:3           |             |

### Relegation
Die beiden Relegationsspiele zwischen dem Sechzehnten der Bundesliga und dem Dritten der 2. Bundesliga wurden am 19. und 23. Mai 2016 ausgetragen.
| Datum                                              |                     | Ergebnis  | !Tore                                                          |
| -------------------------------------------------- | ------------------- | --------- | -------------------------------------------------------------- |
| 19. Mai 2016                                       | Eintracht Frankfurt | 1:1 (0:1) | 1. FC Nürnberg \|0:1 Russ (43., Eigentor), 1:1 Gaćinović (65.) |
| 23. Mai 2016                                       | 1. FC Nürnberg      | 0:1 (0:0) | Eintracht Frankfurt \| 0:1 Seferović (66.)                     |
| Gesamt:                                            | Eintracht Frankfurt | 2:1       | 1. FC Nürnberg \|                                              |
| Damit blieb Eintracht Frankfurt in der Bundesliga. |                     |           |                                                                |

### Torschützenliste
Bei gleicher Anzahl von Treffern sind die Spieler alphabetisch geordnet.
| Pl.               | Spieler                   | Mannschaft               | Tore |
| ----------------- | ------------------------- | ------------------------ | ---- |
| 1.                | Robert Lewandowski        | FC Bayern München        | 30   |
| 2.                | Pierre-Emerick Aubameyang | Borussia Dortmund        | 25   |
| 3.                | Thomas Müller             | FC Bayern München        | 20   |
| 4.                | Chicharito                | Bayer 04 Leverkusen      | 17   |
| 5.                | Anthony Modeste           | 1. FC Köln               | 15   |
| 6.                | Salomon Kalou             | Hertha BSC               | 14   |
| 6.                | Claudio Pizarro           | Werder Bremen            | 14   |
| 6.                | Sandro Wagner             | SV Darmstadt 98          | 14   |
| 9.                | Daniel Didavi             | VfB Stuttgart            | 13   |
| 9.                | Raffael                   | Borussia Mönchengladbach | 13   |
| Stand: Saisonende |                           |                          |      |

### Scorerliste
Als Scorerpunkt (Ges.) zählen sowohl die erzielten Tore als auch die Torvorlagen (Vorl.) eines Spielers. Bei gleicher Anzahl von Scorerpunkten sind die Spieler zuerst nach der Anzahl der Torvorlagen und danach alphabetisch geordnet.
| Pl.               | Spieler                   | Mannschaft               | Ges. | Vorl. | Tore |
| ----------------- | ------------------------- | ------------------------ | ---- | ----- | ---- |
| 1.                | Robert Lewandowski        | FC Bayern München        | 34   | 04    | 30   |
| 2.                | Henrich Mchitarjan        | Borussia Dortmund        | 31   | 20    | 11   |
| 2.                | Pierre-Emerick Aubameyang | Borussia Dortmund        | 31   | 06    | 25   |
| 4.                | Thomas Müller             | FC Bayern München        | 27   | 07    | 20   |
| 5.                | Raffael                   | Borussia Mönchengladbach | 23   | 10    | 13   |
| 6.                | Chicharito                | Bayer 04 Leverkusen      | 21   | 04    | 17   |
| 7.                | Anthony Modeste           | 1. FC Köln               | 20   | 05    | 15   |
| 8.                | Douglas Costa             | FC Bayern München        | 18   | 14    | 04   |
| 8.                | Lars Stindl               | Borussia Mönchengladbach | 18   | 11    | 07   |
| 8.                | Kevin Volland             | TSG 1899 Hoffenheim      | 18   | 10    | 08   |
| 8.                | Shinji Kagawa             | Borussia Dortmund        | 18   | 09    | 09   |
| 8.                | Daniel Didavi             | VfB Stuttgart            | 18   | 05    | 13   |
| 8.                | Sandro Wagner             | SV Darmstadt 98          | 18   | 04    | 14   |
| Stand: Saisonende |                           |                          |      |       |      |

### Meiste Torvorlagen
Bei gleicher Anzahl von Vorlagen sind die Spieler alphabetisch geordnet.
| Pl.               | Spieler            | Mannschaft               | Vorlagen |
| ----------------- | ------------------ | ------------------------ | -------- |
| 1.                | Henrich Mchitarjan | Borussia Dortmund        | 20       |
| 2.                | Douglas Costa      | FC Bayern München        | 14       |
| 3.                | Zlatko Junuzović   | Werder Bremen            | 12       |
| 4.                | Karim Bellarabi    | Bayer 04 Leverkusen      | 11       |
| 4.                | Lars Stindl        | Borussia Mönchengladbach | 11       |
| 6.                | Raffael            | Borussia Mönchengladbach | 10       |
| 6.                | Kevin Volland      | TSG 1899 Hoffenheim      | 10       |
| 8.                | Mahmoud Dahoud     | Borussia Mönchengladbach | 09       |
| 8.                | Shinji Kagawa      | Borussia Dortmund        | 09       |
| 10.               | Jairo              | 1. FSV Mainz 05          | 08       |
| 10.               | Max Meyer          | FC Schalke 04            | 08       |
| Stand: Saisonende |                    |                          |          |

### Zuschauertabelle
|                                      | Verein                   | Zuschauer  | pro Spiel | Auslastung | ausverkauft |
| ------------------------------------ | ------------------------ | ---------- | --------- | ---------- | ----------- |
| 01.                                  | Borussia Dortmund        | 1.376.3030 | 80.959    | 099,51 %   | 14/17       |
| 02.                                  | FC Bayern München        | 1.275.1100 | 75.006    | 100 %      | 17/17       |
| 03.                                  | FC Schalke 04            | 1.040.3960 | 61.200    | 098,75 %   | 6/17        |
| 04.                                  | Hamburger SV             | 911.714    | 53.630    | 094,09 %   | 6/17        |
| 05.                                  | Borussia Mönchengladbach | 877.259    | 51.603    | 095,44 %   | 6/17        |
| 06.                                  | VfB Stuttgart            | 861.788    | 50.693    | 083,86 %   | 3/17        |
| 07.                                  | 1. FC Köln               | 825.145    | 48.538    | 097,08 %   | 7/17        |
| 08.                                  | Hertha BSC               | 820.345    | 48.256    | 064,86 %   | 1/17        |
| 09.                                  | Eintracht Frankfurt      | 793.468    | 46.675    | 090,63 %   | 4/17        |
| 10.                                  | Werder Bremen            | 686.846    | 40.403    | 095,97 %   | 8/17        |
| 11.                                  | Hannover 96              | 686.187    | 40.364    | 082,38 %   | 4/17        |
| 12.                                  | 1. FSV Mainz 05          | 513.982    | 30.234    | 088,92 %   | 4/17        |
| 13.                                  | Bayer 04 Leverkusen      | 493.305    | 29.018    | 096,05 %   | 8/17        |
| 14.                                  | VfL Wolfsburg            | 476.150    | 28.009    | 093,36 %   | 7/17        |
| 15.                                  | FC Augsburg              | 474.643    | 27.920    | 091,06 %   | 4/17        |
| 16.                                  | TSG 1899 Hoffenheim      | 453.181    | 26.658    | 088,42 %   | 6/17        |
| 17.                                  | SV Darmstadt 98          | 280.879    | 16.522    | 097,19 %   | 13/17       |
| 18.                                  | FC Ingolstadt 04         | 252.078    | 14.828    | 098,85 %   | 11/17       |
| Gesamt                               | Gesamt                   | 13.249.778 | 43.300    | 092,25 %   | 129/306     |
| Stand: Saisonende, Quelle: kicker.de |                          |            |           |            |             |

## Spielstätten
Die Spielstätten sind nach Kapazität der Stadien geordnet.
| Verein                   | Stadion (Sponsorenname)              | Kapazität |                     | Verein                                                    | Stadion (Sponsorenname) | Kapazität |
| Borussia Dortmund        | Westfalenstadion (Signal Iduna Park) | 81.359    | Hannover 96         | HDI-Arena                                                 | 49.200                  |           |
| FC Bayern München        | Allianz Arena                        | 75.024    | Werder Bremen       | Weserstadion                                              | 42.500                  |           |
| Hertha BSC               | Olympiastadion                       | 74.649    | 1. FSV Mainz 05     | Coface Arena                                              | 34.034                  |           |
| FC Schalke 04            | Veltins-Arena                        | 62.271    | FC Augsburg         | WWK Arena                                                 | 30.660                  |           |
| VfB Stuttgart            | Mercedes-Benz Arena                  | 60.449    | Bayer 04 Leverkusen | BayArena                                                  | 30.210                  |           |
| Hamburger SV             | Volksparkstadion                     | 57.439    | TSG 1899 Hoffenheim | Rhein-Neckar-Arena (Wirsol Rhein-Neckar-Arena)            | 30.150                  |           |
| Borussia Mönchengladbach | Borussia-Park                        | 54.010    | VfL Wolfsburg       | Volkswagen Arena                                          | 30.000                  |           |
| Eintracht Frankfurt      | Commerzbank-Arena                    | 51.500    | SV Darmstadt 98     | Stadion am Böllenfalltor (Merck-Stadion am Böllenfalltor) | 17.000                  |           |
| 1. FC Köln               | Rheinenergiestadion                  | 50.000    | FC Ingolstadt 04    | Audi-Sportpark                                            | 15.800                  |           |

## Die Meistermannschaft des FC Bayern München
| 1.                | FC Bayern München |
| FC Bayern München | - Tor: Manuel Neuer (34/-); Sven Ulreich (1/-) - Abwehr: David Alaba (30/1); Philipp Lahm (26/1); Rafinha (25/-); Jérôme Boateng (19/-); Javi Martínez (16/1); Juan Bernat (16/-); Medhi Benatia (14/1); Holger Badstuber (7/-); Serdar Taşçı (3/-) - Mittelfeld: Thomas Müller (31/20); Arturo Vidal (30/4); Douglas Costa (27/4); Thiago (27/2); Xabi Alonso (26/-); Kingsley Coman (23/4); Joshua Kimmich (23/-); Arjen Robben (15/4); Sebastian Rode (15/1); Mario Götze (14/3); Franck Ribéry (13/2) - Angriff: Robert Lewandowski (32/30); Miloš Pantović (1/-) - Trainer: Pep Guardiola |

* Dante (1/-) verließ den Verein während der Saison.

## Trainerwechsel
| Nach Spieltag | Verein                   | Tabellenplatz | Trainer            | Nachfolger          | Quelle        |
| ------------- | ------------------------ | ------------- | ------------------ | ------------------- | ------------- |
| Sommerpause   | Eintracht Frankfurt      | Sommerpause   | Thomas Schaaf      | Armin Veh           | [ 9 ] [ 10 ]  |
| Sommerpause   | Borussia Dortmund        | Sommerpause   | Jürgen Klopp       | Thomas Tuchel       | [ 11 ] [ 12 ] |
| Sommerpause   | VfB Stuttgart            | Sommerpause   | Huub Stevens       | Alexander Zorniger  | [ 13 ] [ 14 ] |
| Sommerpause   | FC Schalke 04            | Sommerpause   | Roberto Di Matteo  | André Breitenreiter | [ 15 ] [ 16 ] |
| 5             | Borussia Mönchengladbach | 18.           | Lucien Favre       | André Schubert      | [ 17 ] [ 18 ] |
| 10            | TSG 1899 Hoffenheim      | 17.           | Markus Gisdol      | Huub Stevens        | [ 19 ]        |
| 13            | VfB Stuttgart            | 16.           | Alexander Zorniger | Jürgen Kramny       | [ 20 ] [ 21 ] |
| 17            | Hannover 96              | 17.           | Michael Frontzeck  | Thomas Schaaf       | [ 22 ] [ 23 ] |
| 20            | TSG 1899 Hoffenheim      | 17.           | Huub Stevens       | Julian Nagelsmann   | [ 24 ] [ 25 ] |
| 25            | Eintracht Frankfurt      | 16.           | Armin Veh          | Niko Kovač          | [ 26 ]        |
| 28            | Hannover 96              | 18.           | Thomas Schaaf      | Daniel Stendel      | [ 27 ]        |

(Interimstrainer sind berücksichtigt, sofern sie ein Spiel absolvierten)

## Sponsoren
| Verein                   | Trikotsponsor           | Ausstatter         |
| ------------------------ | ----------------------- | ------------------ |
| FC Bayern München        | Deutsche Telekom        | Adidas             |
| VfL Wolfsburg            | Volkswagen              | Kappa              |
| Borussia Mönchengladbach | Postbank                | Kappa              |
| Bayer 04 Leverkusen      | LG Electronics          | Adidas             |
| FC Augsburg              | WWK Versicherungsgruppe | Nike               |
| FC Schalke 04            | Gazprom                 | Adidas             |
| Borussia Dortmund        | Evonik Industries       | Puma               |
| TSG 1899 Hoffenheim      | SAP                     | Lotto Sport Italia |
| Eintracht Frankfurt      | Alfa Romeo              | Nike               |
| Werder Bremen            | Wiesenhof               | Nike               |
| 1. FSV Mainz 05          | Kömmerling              | Lotto Sport Italia |
| 1. FC Köln               | Rewe Group              | Erima              |
| Hannover 96              | Heinz von Heiden        | Jako               |
| VfB Stuttgart            | Mercedes-Benz Bank      | Puma               |
| Hertha BSC               | Bet-at-home             | Nike               |
| Hamburger SV             | Emirates                | Adidas             |
| FC Ingolstadt 04         | Media-Markt             | Adidas             |
| SV Darmstadt 98          | Software AG             | Jako               |

## Wissenswertes

### Besonderheiten
- Die Torlinientechnologie Hawk-Eye wurde erstmals in der Bundesliga eingesetzt. Am 4. Dezember 2014 stimmten Vertreter der damaligen Erstligisten auf einer Mitgliederversammlung der DFL über diese Neuerung ab. Mit einem Abstimmungsergebnis von 15 Stimmen für und 3 Stimmen gegen die Torlinientechnik wurde mit der erforderlichen Zweidrittelmehrheit deren Einführung beschlossen.[28]
- Das Hamburger Volksparkstadion war das erste Bundesligastadion, das seinen ursprünglichen Namen zurückerhielt, nachdem es zur Saison 2001/02 das erste deutsche Stadion gewesen war, dessen Namen an Sponsoren verkauft wurde. Die Namensrechte lagen jedoch nicht beim Hamburger SV, sondern bei dem Investor Klaus-Michael Kühne.[29]
- Der SV Darmstadt 98 kehrte nach 33 Jahren Abstinenz in die höchste deutsche Fußball-Spielklasse zurück. In den zwei Jahren zuvor war der Mannschaft ein Durchmarsch von der 3. Liga in die Bundesliga gelungen.[30]
- Am zweiten Spieltag (21. bis 23. August) wurde vor jedem Spiel in einer Schweigeminute des am 17. August verstorbenen ehemaligen DFB-Präsidenten Gerhard Mayer-Vorfelder gedacht. Zudem liefen die Spieler mit Trauerflor auf.[31]
- Am fünften Spieltag (18. bis 20. September) verzichtete Hermes auf das Recht zur Nutzung des linken Trikotärmels. Dafür war an diesem Spieltag das Logo der Bild-Kampagne „Wir helfen – #refugeeswelcome“ auf dem Ärmel zu sehen.[32]
- Am 13. Spieltag (20. bis 22. November) wurde vor Anpfiff jedes Spiels mittels einer Schweigeminute der Opfer der Terroranschläge vom 13. November 2015 in Paris gedacht und alle Bundesligaspieler liefen zusätzlich mit Trauerflor auf.[33] Vor dem ersten Spiel des 13. Spieltages zwischen dem Hamburger SV und Borussia Dortmund wurde am 20. November 2015 außerdem mit einer zusätzlichen Schweigeminute des ehemaligen Bundeskanzlers Helmut Schmidt, der eine Woche zuvor gestorben war, gedacht.[34]
- Am 22. Spieltag waren beim Spiel des FC Bayern München gegen den SV Darmstadt 98 am 20. Februar fünf Darmstädter Spieler aufgrund von Gelbsperren nicht spielberechtigt.[35]
- Am 22. Spieltag (21. Februar) wurde die Partie zwischen Bayer 04 Leverkusen und Borussia Dortmund (0:1) für insgesamt neun Minuten unterbrochen, da sich der Leverkusener Trainer Roger Schmidt der Anweisung von Schiedsrichter Felix Zwayer, den Stadioninnenraum zu verlassen und auf der Tribüne Platz zu nehmen, widersetzte.
- Am 23. Spieltag (26. bis 28. Februar) kam es zu einem Novum in der Bundesliga. Aufgrund der Teilnahme von gleich vier Mannschaften an der Europa League gab es an diesem Spieltag erstmals vier statt der üblichen zwei Sonntagsspiele, da gewährleistet werden sollte, dass alle Mannschaften eine entsprechende Regenerationsphase zwischen zwei Spielen haben.[36]
- Am 32. Spieltag (2. Mai) gab es erstmals seit der Saison 1999/2000 mit der Partie von Werder Bremen gegen den VfB Stuttgart wieder ein Montagsspiel in der Fußball-Bundesliga.[37]
- Am 33. Spieltag (7. Mai) wurde im Spiel Hannover 96 gegen die TSG 1899 Hoffenheim des verstorbenen 96-Profis Niklas Feierabend gedacht, der am 1. Mai 2016 ums Leben gekommen war.[38]

### Rekorde
- Das schnellste Tor der Saison fiel am 2. Spieltag nach nur neun Sekunden durch Kevin Volland im Spiel der TSG 1899 Hoffenheim gegen den FC Bayern München. Damit ist es vor dem 0:1 durch Karim Bellarabi im Spiel Borussia Dortmund gegen Bayer 04 Leverkusen in der Saison 2014/15 das bisher schnellste Tor der Bundesliga. Die TSG 1899 Hoffenheim hatte im Gegensatz zu Bayer 04 Leverkusen nicht den Anstoß ausgeführt. Der Torschuss war der erste Ballkontakt eines Hoffenheimers in diesem Spiel.
- Als erster Aufsteiger in der Bundesliga gewann der FC Ingolstadt 04 seine ersten drei Auswärtsspiele.[39]
- Am 6. Spieltag erzielte Robert Lewandowski vom FC Bayern München im Spiel gegen den VfL Wolfsburg fünf Tore innerhalb von neun Minuten. Er traf in der 51., 52., 55., 57. und 60. Spielminute, was jeweils den schnellsten Hattrick (3 Minuten, 19 Sekunden), Vierer- und Fünferpack der Bundesliga darstellt. Auch ist er der erste Einwechselspieler, der fünf Tore in einem Spiel erzielte.
- Ebenfalls am 6. Spieltag erzielte Borussia Dortmunds Stürmer Pierre-Emerick Aubameyang mit dem Treffer zum 1:1-Endstand im Spiel gegen die TSG 1899 Hoffenheim als erster Bundesligaspieler in allen der ersten sechs Partien mindestens ein Tor.[40] Durch zwei Treffer am 7. Spieltag gegen den SV Darmstadt 98 und einen Treffer bei der 1:5-Niederlage gegen den FC Bayern München baute er diese Serie auf insgesamt acht aufeinanderfolgende Spieltage aus.
- André Schubert ist der erste Trainer von Borussia Mönchengladbach, der mit der Mannschaft seine ersten sechs Spiele gewann. Mit insgesamt sechs Siegen in Folge zum Einstand stellte Schubert außerdem den Rekord von Willi Entenmann ein, den dieser mit dem VfB Stuttgart 1986 aufgestellt hatte.
- Durch den 1:0-Sieg am 9. Spieltag bei Werder Bremen stellte der FC Bayern München mit neun Siegen in Folge zum Saisonstart einen neuen Bundesligarekord auf, der mit dem 4:0-Sieg am 24. Oktober 2015 (10. Spieltag) im Heimspiel gegen den 1. FC Köln nochmals verbessert wurde.
- Die schnellste gelbe Karte der Saison kassierte Frankfurts Stefan Aigner nach 18,4 Sekunden in der Partie gegen den FC Bayern München.
- Mit nur 17 Gegentoren stellte der FC Bayern einen neuen Rekord auf und unterbot die eigene Bestmarke aus den Saisons 2012/13 und 2014/15 um ein Tor.
- Manuel Neuer stellte seinen eigenen Rekord aus der Vorsaison von 20 Spielen ohne Gegentor erneut ein. Im letzten Saisonspiel blieb Neuer zwar ein weiteres Spiel ohne Gegentor, wurde jedoch in der 51. Minute gegen Sven Ulreich ausgewechselt und absolvierte die Partie damit nicht über die volle Distanz.
- Am 34. Spieltag stellte Julian Weigl von Borussia Dortmund beim Spiel gegen den 1. FC Köln mit 214 Ballkontakten einen neuen Bundesligarekord auf.[41] Er übertraf damit Xabi Alonsos Rekord aus der Vorsaison, stand dabei jedoch nur 83 Minuten auf dem Platz.

### Bundesliga-Statistik
- Der FC Ingolstadt 04 spielte in dieser Saison zum ersten Mal in der Bundesliga. Er war der insgesamt 54. Bundesligist.
- Erstmals verloren gleich zwei Mannschaften (VfB Stuttgart und Borussia Mönchengladbach) die ersten fünf Begegnungen der Saison. Der Borussia gelang am Ende der Saison noch die Qualifikation für die Champions League. Nie zuvor war es einer Mannschaft bei einem solchen Saisonstart auch nur gelungen, einen einstelligen Tabellenplatz zu erreichen.
- Der FC Bayern München erreichte durch den 4:0-Heimsieg am 24. Oktober 2015 (10. Spieltag) als erste Mannschaft 1000 Siege in der Bundesliga.

### Höchstwerte der Saison
- Der höchste Sieg der Saison war mit sechs Toren Differenz das 6:0 des VfL Wolfsburg gegen den SV Werder Bremen am 13. Spieltag.
- Die torreichsten Partien der Saison waren mit jeweils acht Toren:
  - das 6:2 von Eintracht Frankfurt gegen den 1. FC Köln am 4. Spieltag
  - das 6:2 von Werder Bremen gegen den VfB Stuttgart am 32. Spieltag
- Die torreichsten Unentschieden der Saison waren:
  - das 3:3 des FC Augsburg gegen den 1. FSV Mainz 05 am 11. Spieltag
  - das 3:3 der TSG 1899 Hoffenheim gegen Borussia Mönchengladbach am 14. Spieltag
  - das 3:3 des SV Werder Bremen gegen Hertha BSC am 19. Spieltag
  - das 3:3 des FC Augsburg gegen Bayer 04 Leverkusen am 25. Spieltag
  - das 3:3 des FC Ingolstadt 04 gegen den VfB Stuttgart am 26. Spieltag
- Der torreichste Spieltag der Saison war mit 32 Toren der 28. Spieltag vom 1. bis 3. April 2016.

## Schiedsrichter
| Name                                        | Geboren       | Heimatverein           | Landesverband          | Spiele |      |    |    | Anmerkung                       |
| ------------------------------------------- | ------------- | ---------------------- | ---------------------- | ------ | ---- | -- | -- | ------------------------------- |
| Deniz Aytekin                               | 21. Juli 1978 | TSV Altenberg          | Bayern                 | 014 1  | 54   | 0  | 1  | FIFA-Schiedsrichter             |
| Benjamin Brand                              | 10. Juli 1989 | FC Schallfeld          | Bayern                 | 09     | 32   | 1  | 2  | Neuling                         |
| Felix Brych                                 | 3. Aug. 1975  | SV Am Hart München     | Bayern                 | 18     | 73   | 2  | 0  | FIFA-Schiedsrichter             |
| Bastian Dankert                             | 9. Juni 1980  | Brüsewitzer SV         | Mecklenburg-Vorpommern | 15     | 63   | 1  | 2  | FIFA-Schiedsrichter             |
| Christian Dingert                           | 14. Juli 1980 | TSG Burg Lichtenberg   | Südwest                | 16     | 69   | 3  | 0  | FIFA-Schiedsrichter             |
| Jochen Drees                                | 15. März 1970 | SV Münster-Sarmsheim   | Südwest                | 06 2   | 30   | 0  | 0  |                                 |
| Marco Fritz                                 | 3. Okt. 1977  | SV Breuningsweiler     | Württemberg            | 016 2  | 63   | 1  | 2  | FIFA-Schiedsrichter             |
| Manuel Gräfe                                | 21. Sep. 1973 | Hertha 03 Zehlendorf   | Berlin                 | 17     | 52   | 1  | 1  | FIFA-Schiedsrichter             |
| Robert Hartmann                             | 8. Sep. 1979  | SV Krugzell            | Bayern                 | 12     | 37   | 0  | 1  |                                 |
| Patrick Ittrich                             | 3. Jan. 1979  | Mümmelmannsberger SV   | Hamburg                | 03     | 8    | 0  | 0  | 0Neuling 3                      |
| Knut Kircher                                | 2. Feb. 1969  | TSV Hirschau           | Württemberg            | 15     | 45   | 1  | 0  | letzte Saison in der Bundesliga |
| Florian Meyer                               | 21. Nov. 1968 | RSV Braunschweig       | Niedersachsen          | 14     | 54   | 0  | 0  | letzte Saison in der Bundesliga |
| Günter Perl                                 | 23. Dez. 1969 | MSV München            | Bayern                 | 12     | 40   | 3  | 0  |                                 |
| Markus Schmidt                              | 31. Aug. 1973 | SV Sillenbuch          | Württemberg            | 03     | 7    | 0  | 1  |                                 |
| Daniel Siebert                              | 4. Mai 1984   | FC Nordost Berlin      | Berlin                 | 17     | 84   | 1  | 1  | FIFA-Schiedsrichter             |
| Peter Sippel                                | 6. Okt. 1969  | FC Würzburger Kickers  | Bayern                 | 11     | 28   | 2  | 1  | letzte Saison in der Bundesliga |
| Wolfgang Stark                              | 20. Nov. 1969 | DJK Altdorf            | Bayern                 | 17     | 72   | 0  | 1  |                                 |
| Sascha Stegemann                            | 6. Dez. 1984  | 1. FC Niederkassel     | Niederrhein            | 16     | 63   | 1  | 1  |                                 |
| Tobias Stieler                              | 2. Juli 1981  | SG Rosenhöhe           | Hessen                 | 16     | 60   | 1  | 0  | FIFA-Schiedsrichter             |
| Michael Weiner                              | 21. März 1969 | TSV Ottenstein         | Niedersachsen          | 06     | 22   | 0  | 0  | letzte Saison in der Bundesliga |
| Tobias Welz                                 | 11. Juli 1977 | SpVgg Nassau Wiesbaden | Hessen                 | 015 4  | 51   | 3  | 0  | FIFA-Schiedsrichter             |
| Guido Winkmann                              | 27. Nov. 1973 | SV Nütterden           | Niederrhein            | 11     | 44   | 2  | 0  |                                 |
| Felix Zwayer                                | 19. Mai 1981  | SC Charlottenburg      | Berlin                 | 18     | 85   | 1  | 1  | FIFA-Schiedsrichter             |
| Gesamt:                                     | Gesamt:       | Gesamt:                | Gesamt:                | 297    | 1136 | 24 | 15 |                                 |
| Quelle: weltfussball.de, Stand: 7. Mai 2016 |               |                        |                        |        |      |    |    |                                 |